# Grofica iz Hong Konga
Grofica iz Hong Konga (eng. A Countess from Hong Kong) je komedija  Charlesa Chaplina iz 1967. s  Marlonom Brandom i  Sophiom Loren, Tippi Hedren i  Sydneyjem Earleom Chaplinom. Bio je to jedan od samo dva filma koje je Chaplin režirao, a nije nastupio u glavnoj ulozi (drugi je bio Parižanka iz 1923.), i njegov jedini film u boji. Film je bio financijski i kritički fijasko.
Radnja filma govori o veleposlaniku imenovanom u  Saudijskoj Arabiji Ogdenu Mearsu koji plovi nazad u  Ameriku nakon što je proputovao svijet. U Hong Kongu upoznaje  rusku groficu koja se ušuljala na brod kako bi izbjegla prisilnu prostituciju.
Film je najbolje poznat po tematskoj glazbi koju je skladao Chaplin, a postala je hit u izvedbi  Petulie Clark. Kako je film bio, i još jest, omrznut, uspjeh pjesme vratio je novac koji je potrošen na film. Chaplin je bio izvan sebe zbog neuspjeha i raznih problema tijekom produkcije. Ostali su poznati njegovi sukobi s Brandom, od sukoba dva ega pa do različitih pristupa glumi. Bio je ovo prvi dugometražni film Tippi Hedren nakon njezinog početnog uspjeha s redateljem  Alfredom Hitchcockom. Puno je očekivala od filma, ali samo dok nije dobila scenarij. Kad je shvatila da je dobila malu ulogu Brandove otuđene žene, zamolila je Chaplina da proširi ulogu. I makar joj je Chaplin pokušavao udovoljiti, nije uspio proširiti ulogu jer se priča većinom odvija na brodu, na koji se njezin lik ukrcava tek na kraju filma. Na kraju je ostala na filmu, a kasnije je izjavila kako je bilo zadovoljstvo bilo raditi s Chaplinom.
Chaplin je nastupio u maloj cameo ulozi i tako označio svoje posljednje filmsko pojavljivanje.

## Zanimljivosti
- Film je u potpunosti sniman u studijima Pinewood, blizu Londona.
- "Countess from Hong Kong" je također naziv pjesme grupe Velvet Underground, objavljene na box-setu Peel Slowly and See 1995.
- Naslovnu melodiju filma pjevala je naša Tereza Kesovija. U filmu je pak objavljena tek samo instrumentalna verzija ("This is my Song"/"Jer ta je pjesma sve", po prvi put u prepjevu objavljena na Terezinom albumu "Nezaboravne melodije" 1989. godine uz pratnju Simfonijskog orkestra RTV Zagreb)

## Glumci
| Glumac               | Uloga              |
| -------------------- | ------------------ |
| Marlon Brando        | Odgen Mears        |
| Sophia Loren         | Nataša             |
| Sydney Earle Chaplin | Harvey             |
| Tippi Hedren         | Martha             |
| Patrick Cargill      | Hudson             |
| Oliver Johnson       | Clark              |
| Michael Medwin       | John Felix         |
| John Paul            | Kapetan            |
| Margaret Rutherford  | Gđica. Gaulswallow |
| Angela Scoular       | Prostitutka        |
| Geraldine Chaplin    | Djevojka na plesu  |
| Charles Chaplin      | Stari konobar      |

## Vanjske poveznice
- Grofica iz Hong Konga u internetskoj bazi filmova IMDb-a